# Mosca d'ase
La mosca d'ase, mosca de ruc, mosca de mula o mosca de cavall (Hippobosca equina) és una espècie d'insecte dípter de la família Hippoboscidae. Són ectoparàsits principalment de cavalls i altres mamífers grans, incloent-hi el bestiar boví. S'alimenten de sang. Tenen ales permanents, a diferència d'altres mosques de la seva família, conserven les ales quan troben un hoste. Així poden deixar l'hoste i volar per a dipositar les larves. A més té un exoesquelet fort que impedeix que siguin aixafades pels seus hostes.

## Descripció
Llargada d'ala de 6 a 8 mil·límetres. En general són de color brunenca vermellós pàl·lid amb taques groguenques en l'abdomen.

## Distribució
La distribució primària és a Europa i parts d'Àsia i Àfrica. Ha estat introduïda a altres regions, així i tot, en alguns casos han estat erradicades. Al Regne Unit se sap de la seva presència en Devon. En la península ibèrica és coneguda en els boscos de l'interior. L'adult tan sols viu en els mesos d'estiu (de juny a setembre).
Actualment s'han vist exemplars a l'abril.

## Hostes
La seva principal víctima són els equins, d'aquí el seu nom de "mosca del cavall". Sovint viuen en el bestiar boví així com en altres mamífers, incloent-hi ovelles, cabres, cérvols o camells. Encara que és activament atreta cap als humans i sol aterrar-hi sobre, és poc habitual que els mossegui.